# Spirostreptus segmentatus
Spirostreptus segmentatus är en mångfotingart som beskrevs av Voges 1878. Spirostreptus segmentatus ingår i släktet Spirostreptus och familjen Spirostreptidae. Inga underarter finns listade i Catalogue of Life.